# Kalkkvastmossa
Kalkkvastmossa (Dicranum brevifolium) är en bladmossart som beskrevs av Lindberg 1879. Kalkkvastmossa ingår i släktet kvastmossor, och familjen Dicranaceae. Arten är reproducerande i Sverige. Inga underarter finns listade i Catalogue of Life.

## Bildgalleri

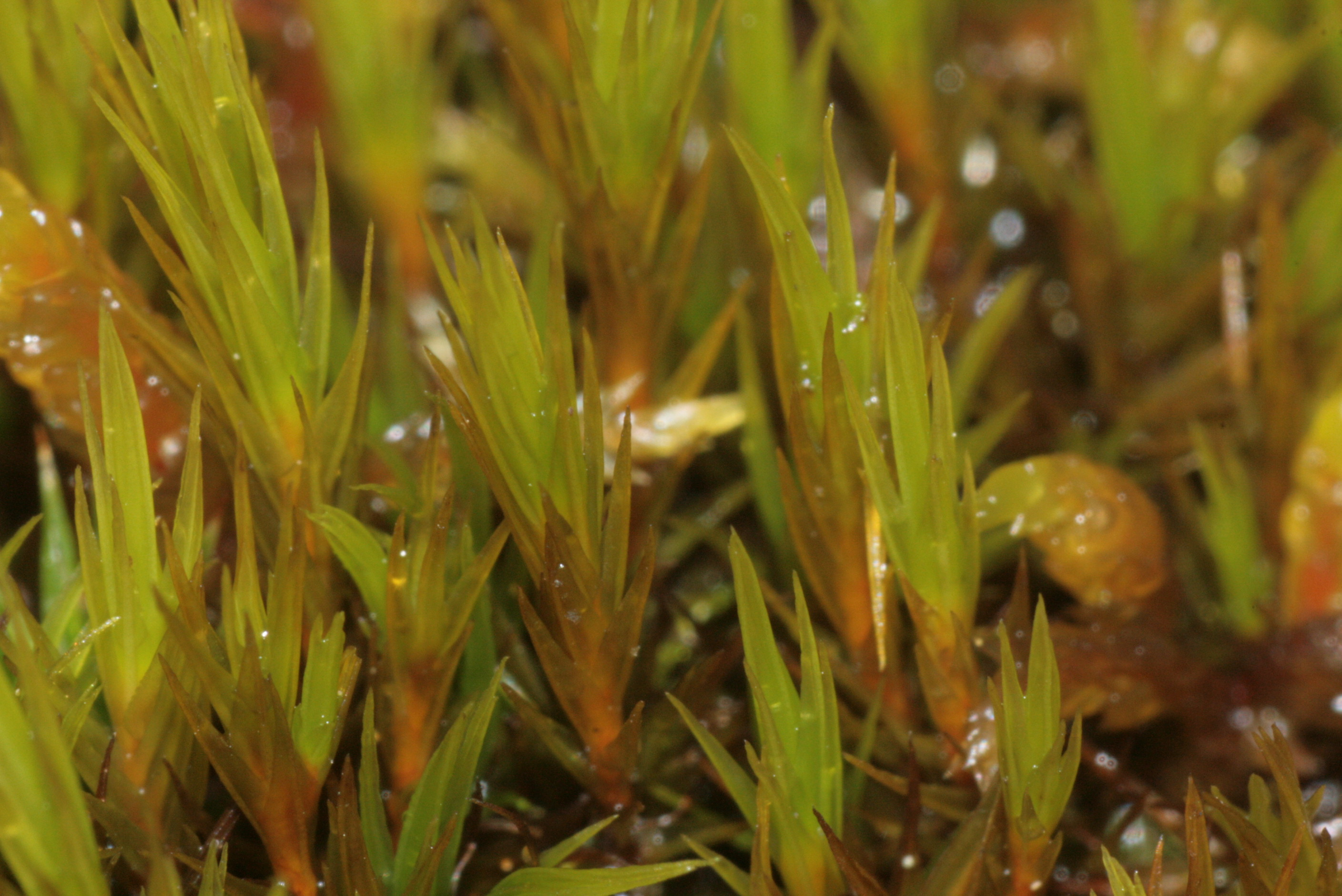
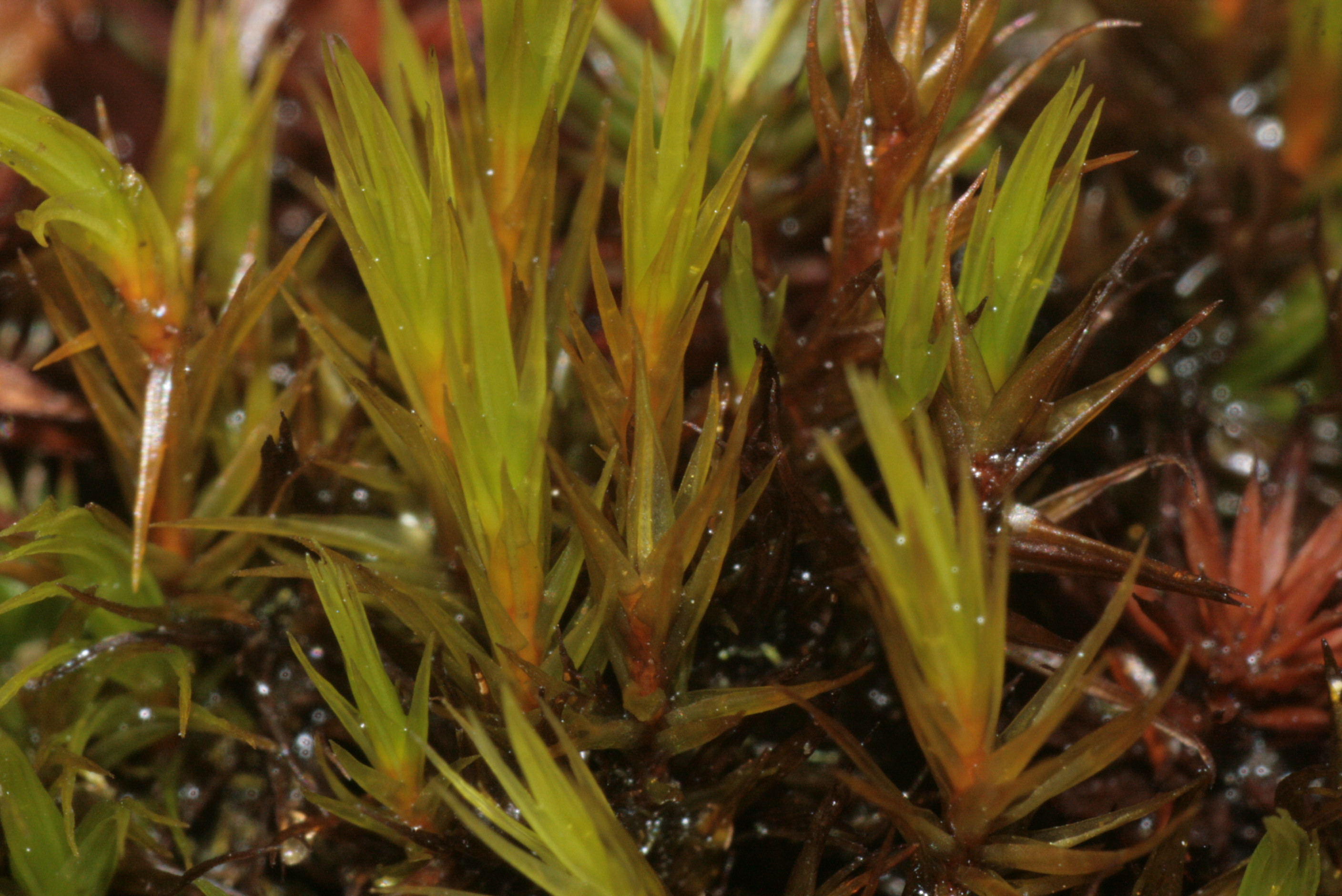
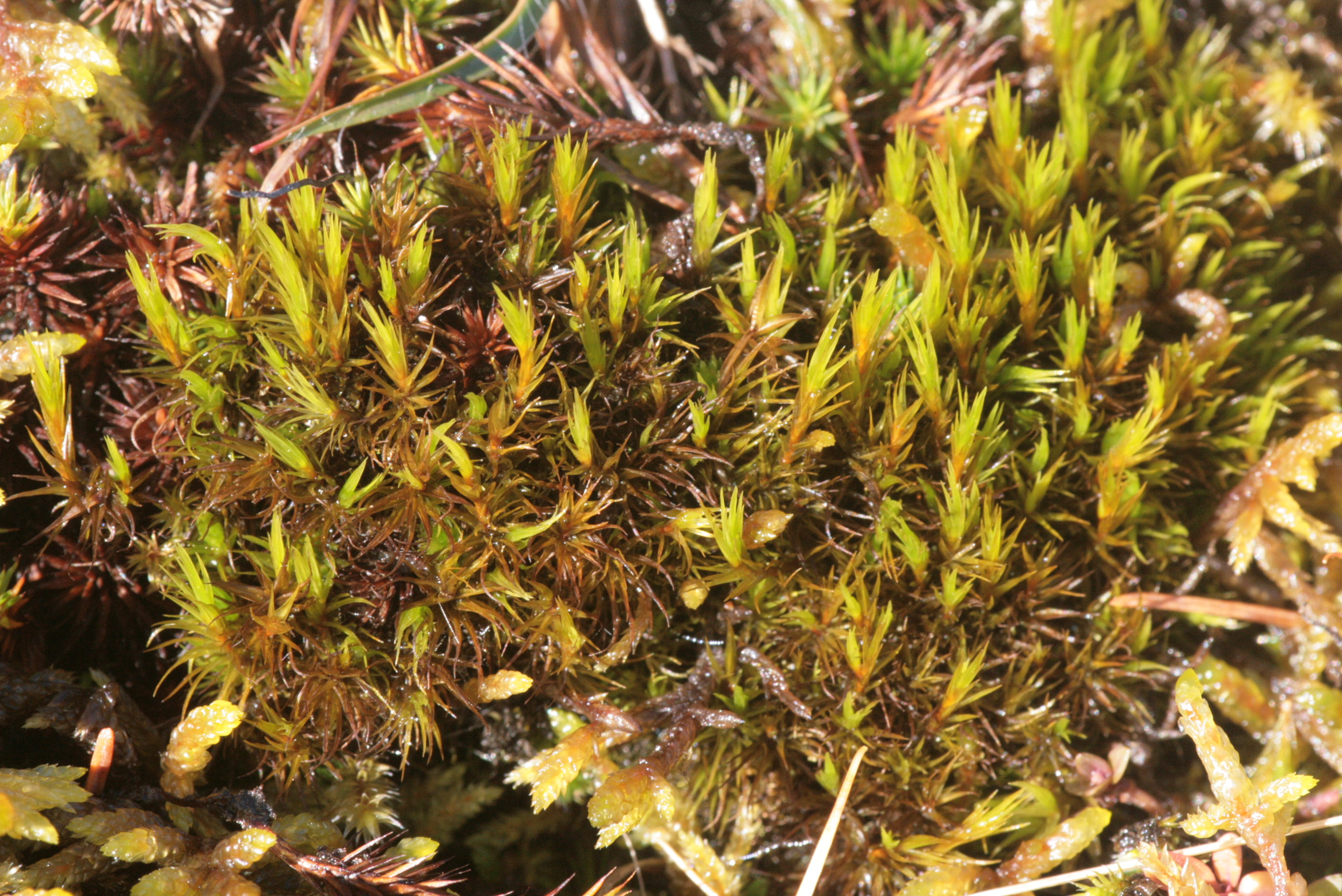
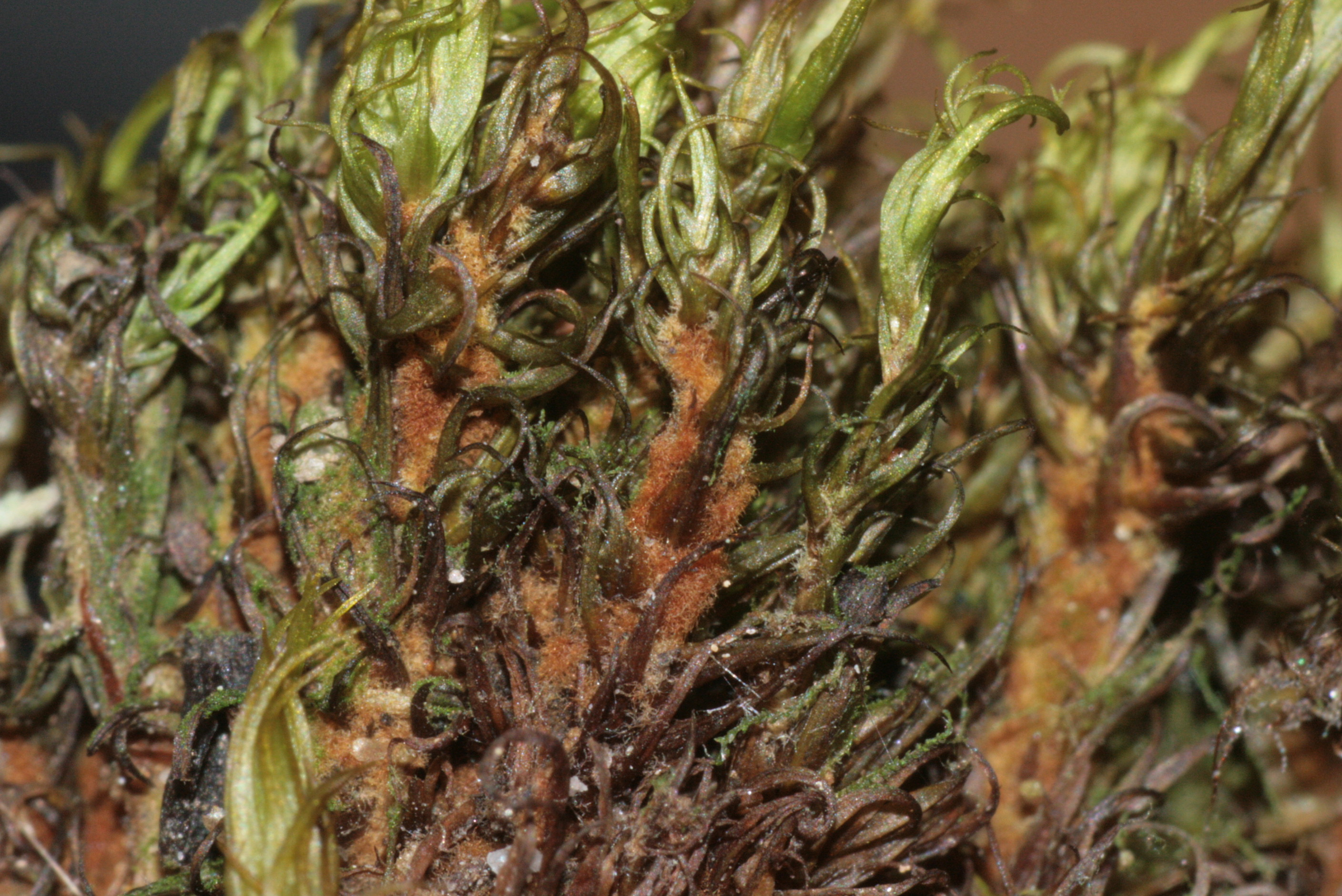
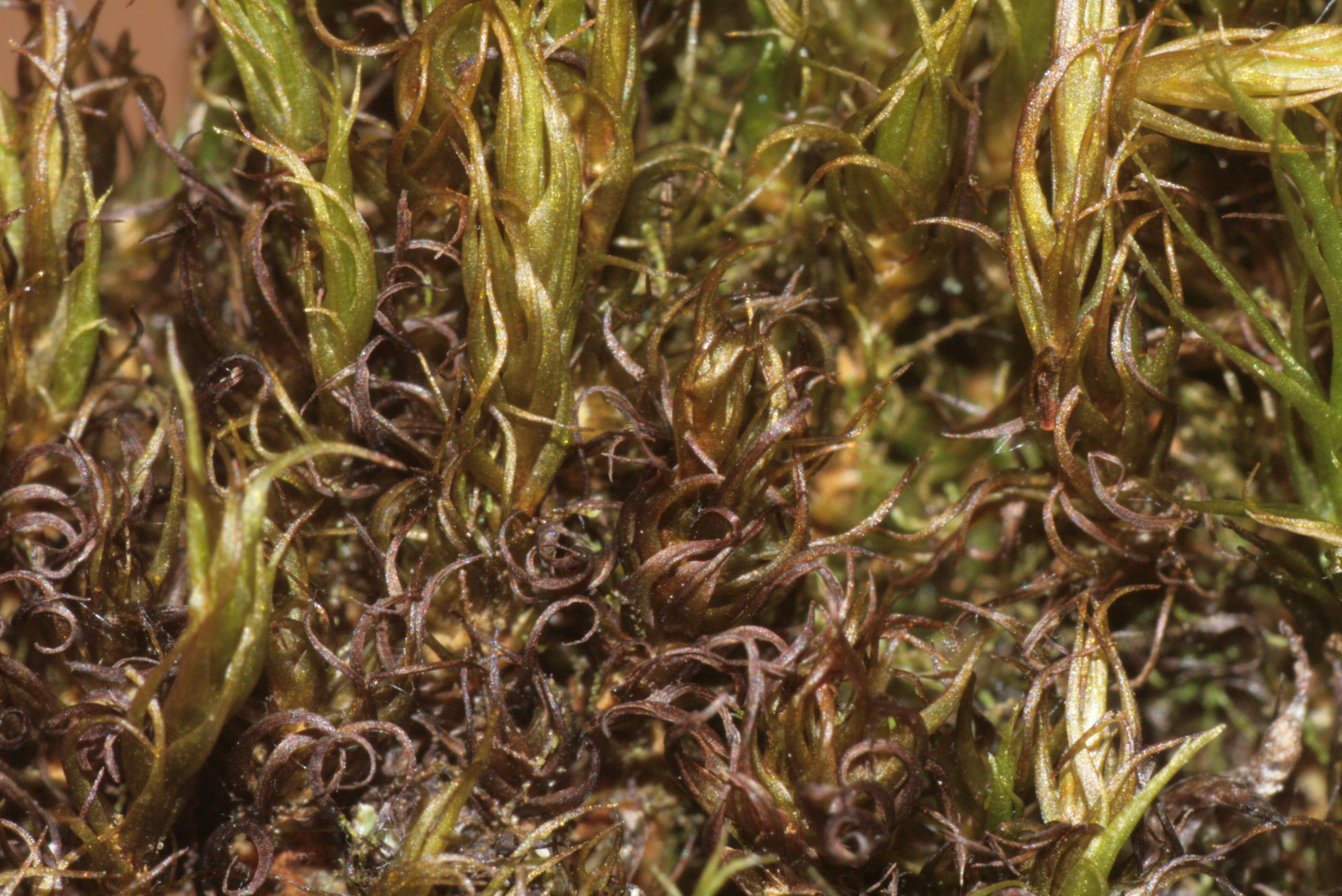
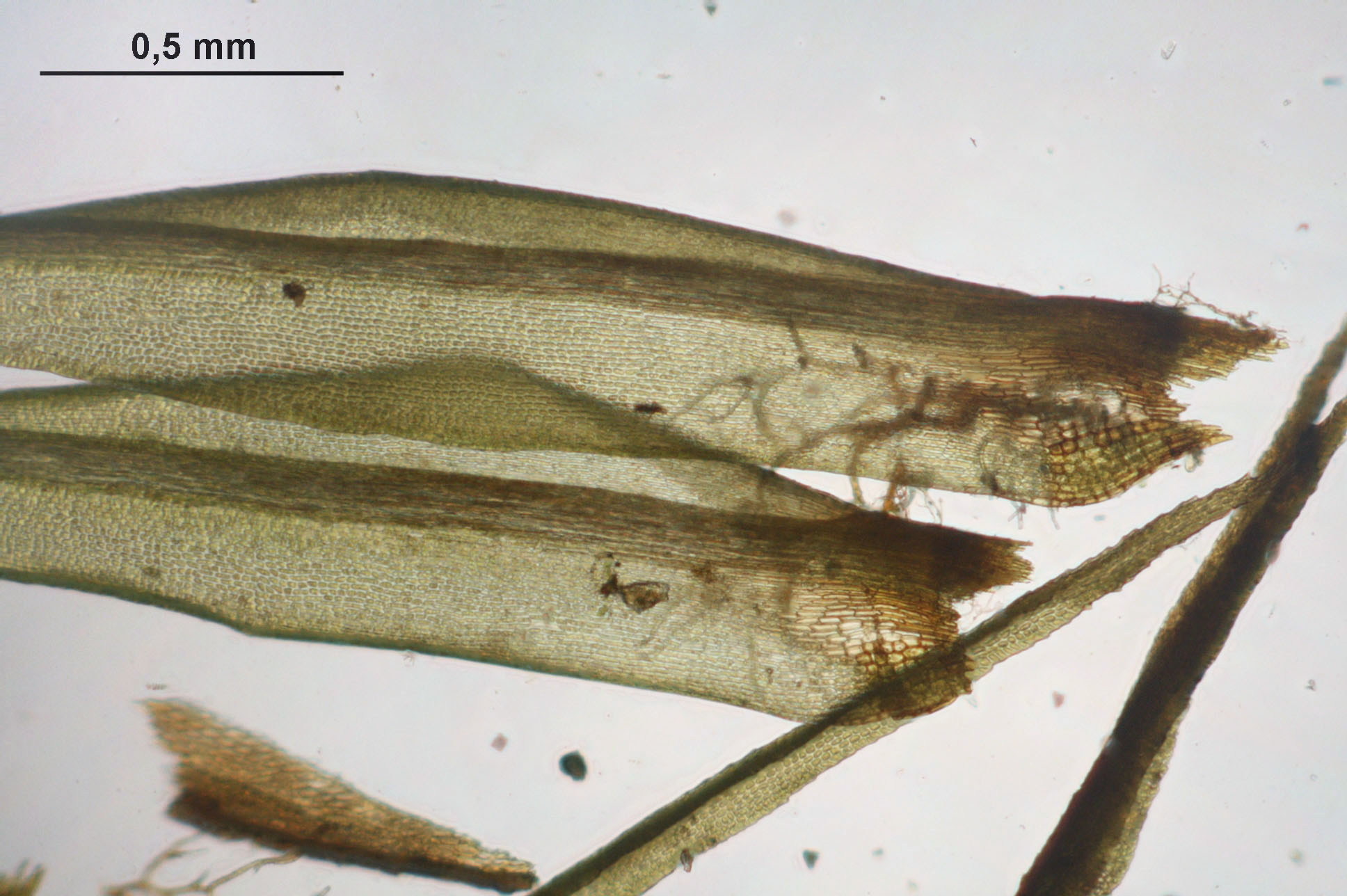